# Birg
Birg är en bergstopp i Schweiz. Den ligger i distriktet Interlaken-Oberhasli och kantonen Bern, i den centrala delen av landet, 50 km sydost om huvudstaden Bern. Toppen på Birg är 2 683 meter över havet.